# Sarcophaga triplex
Sarcophaga triplex är en tvåvingeart som beskrevs av Hardy 1943. Sarcophaga triplex ingår i släktet Sarcophaga och familjen köttflugor. Inga underarter finns listade i Catalogue of Life.